# Colonia Guerrero, Metlatónoc
Colonia Guerrero är en ort i Mexiko.   Den ligger i kommunen Metlatónoc och delstaten Guerrero, i den sydöstra delen av landet, 270 km söder om huvudstaden Mexico City. Colonia Guerrero ligger 790 meter över havet och antalet invånare är 129.
Terrängen runt Colonia Guerrero är huvudsakligen kuperad. Colonia Guerrero ligger nere i en dal. Runt Colonia Guerrero är det ganska glesbefolkat, med 24 invånare per kvadratkilometer. Närmaste större samhälle är Iliatenco, 17,3 km väster om Colonia Guerrero. I omgivningarna runt Colonia Guerrero växer huvudsakligen savannskog.